# The Casualties
A The Casualties egy amerikai street-punk zenekar. 1990-ben alakultak meg New Yorkban.  Fennállásuk alatt 10 nagylemezt jelentettek meg. A Casualties tulajdonképpen Amerika válasza volt a már jó ideje működő brit Exploited és GBH zenekarokra (a három együttes lépett már fel együtt különböző zenei fesztiválokon). Albumaikat a Season of Mist, SideOneDummy Records, Tribal War Records lemezkiadók jelentetik meg.

## Tagjai
- Jake Kolatis - éneklés, gitár (1993-)
- Marc "Meggers" Eggers - dobok (1995-)
- Rick Lopez - éneklés, basszusgitár (1998-)
- David Rodriguez - éneklés (2017-)

## Diszkográfia
- For the Punx (1997)
- Underground Army (1998)
- Stay Out of Order (2000)
- Die Hards (2001)
- On the Front Line (2004)
- En la Linea del Frente (2005)[1]
- Under Attack (2006)
- We Are All We Have (2009)
- Resistance (2012)
- Chaos Sound (2016)
- Written In Blood (2018)